# Torneo Competencia
Das Torneo Competencia war ein uruguayischer Fußball-Vereinswettbewerb.
Er wurde von der Asociación Uruguaya de Fútbol (AUF) mit Unterbrechungen von 1934 bis 1990 jeweils in den ersten Monaten des Jahres für die Primera División Profesional de Uruguay im Rahmen der Saisonvorbereitung ausgespielt. Rekordsieger ist Peñarol mit elf gewonnenen Titeln. Zehnmal gewann Nacional das Turnier, während für die Rampla Juniors und die Montevideo Wanderers jeweils zwei Siege zu Buche stehen. Auch Central Español (noch als Central F.C.), Danubio und der Club Atlético Progreso entschieden das Turnier einmal zu ihren Gunsten. Der Titelgewinn Centrals im Jahre 1944 war der erste Sieg eines sogenannten kleinen Vereins im Rahmen eines Wettbewerbs des uruguayischen Fußballs des 1932 begonnenen Profitums.

## Siegerliste

### Erste Phase
| Jahr      | Meister               |
| --------- | --------------------- |
| 1934      | Nacional              |
| 1935      | Nicht ausgetragen     |
| 1936      | Peñarol               |
| 1937–1940 | Nicht ausgetragen     |
| 1941      | Peñarol               |
| 1942      | Kein Sieger ermittelt |
| 1943      | Peñarol               |
| 1944      | Central               |
| 1945      | Nacional              |
| 1946      | Peñarol               |
| 1947      | Peñarol               |
| 1948      | Nacional              |
| 1949      | Peñarol               |
| 1950      | Rampla Juniors        |
| 1951      | Peñarol               |

| Jahr      | Meister               |
| --------- | --------------------- |
| 1952      | Nacional              |
| 1953      | Peñarol               |
| 1954      | Nicht ausgetragen     |
| 1955      | Rampla Juniors        |
| 1956      | Peñarol               |
| 1957      | Peñarol               |
| 1958      | Nacional              |
| 1959      | Nacional              |
| 1960      | Nicht ausgetragen     |
| 1961      | Nacional              |
| 1962      | Nacional              |
| 1963      | Nacional              |
| 1964      | Kein Sieger ermittelt |
| 1965–1966 | Nicht ausgetragen     |
| 1967      | Kein Sieger ermittelt |

### Zweite Phase
| Jahr | Meister              |
| ---- | -------------------- |
| 1985 | Progreso             |
| 1986 | Peñarol              |
| 1987 | Montevideo Wanderers |
| 1988 | Danubio              |
| 1989 | Nacional             |
| 1990 | Montevideo Wanderers |